# インディアナポリス駅
インディアナポリス駅（英語：Indianapolis Station）は、インディアナ州インディアナポリスサウス・イリノイ・ストリート350にある駅。バスの乗り換えができる。ルーカス・オイル・スタジアムの隣である。
アメリカ合衆国国家歴史登録財に指定。

## 利用可能な鉄道路線／列車
アムトラックの停車する列車は下記の通り。
シカゴとワシントン間の夜行長距離列車カーディナル号… 週3往復停車
シカゴとインディアナポリス間の昼行中距離列車フージャー・ステート号… 週4往復発着（カーディナル号の運休日に運行）

## ギャラリー

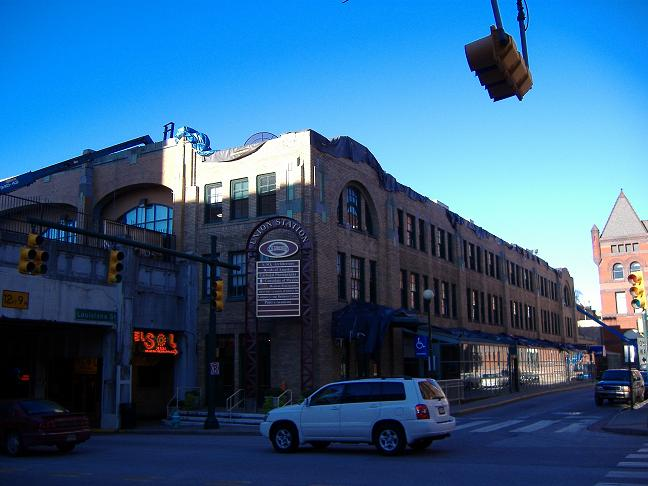
駅入口
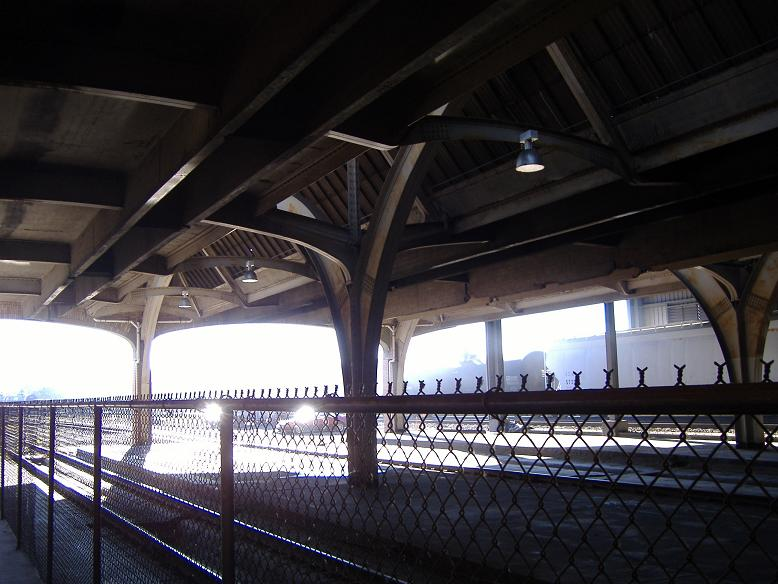
ホームより東を望む
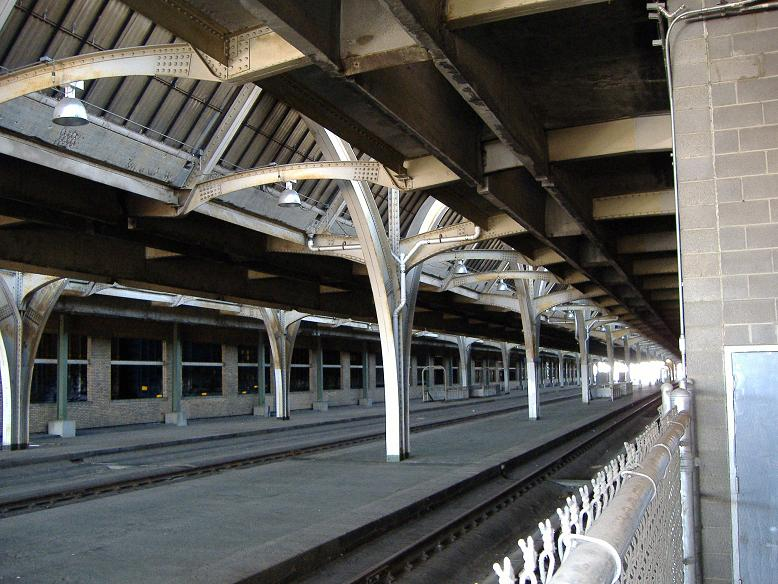
ホームより西を望む
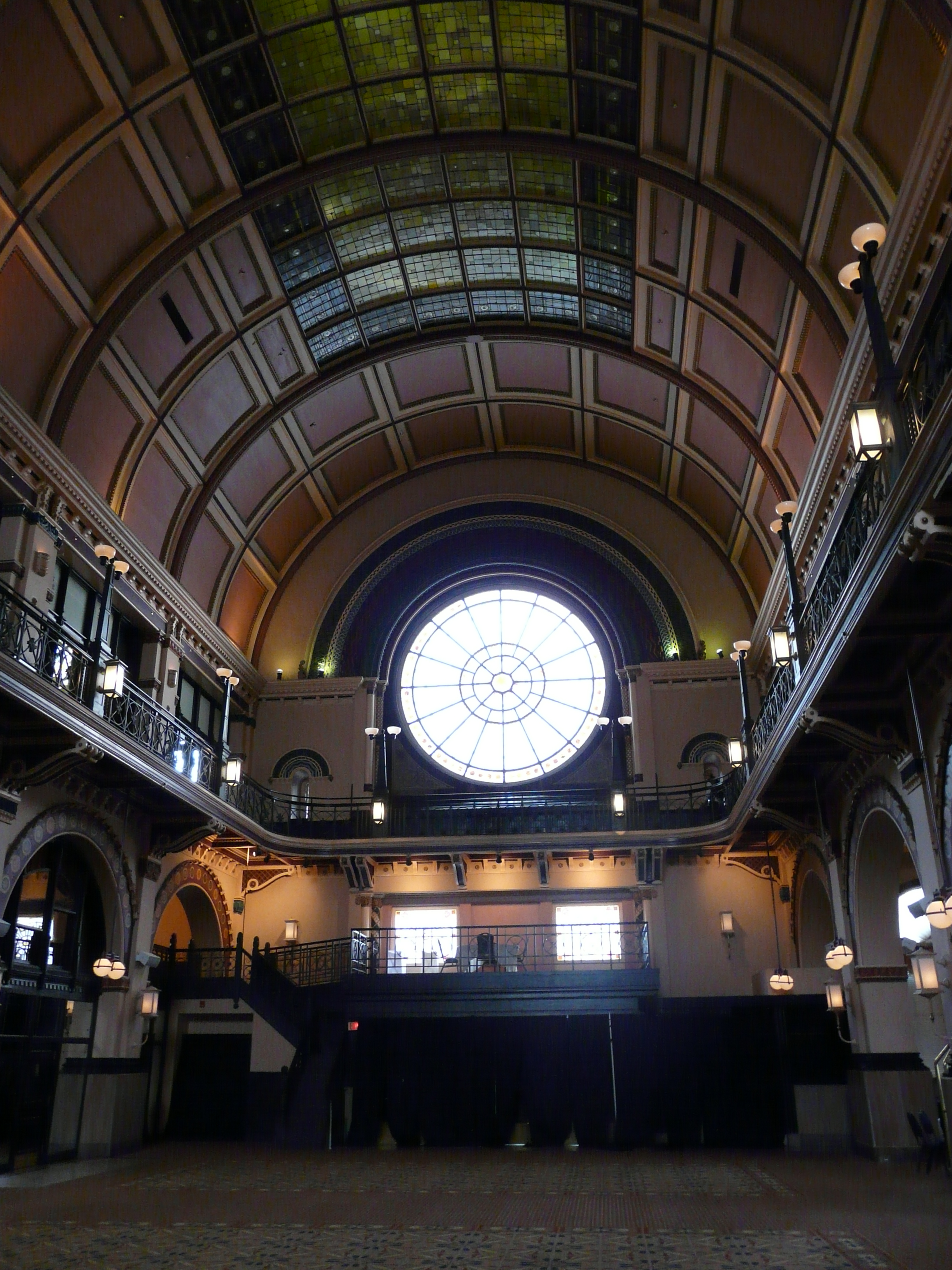
メイン・ホール
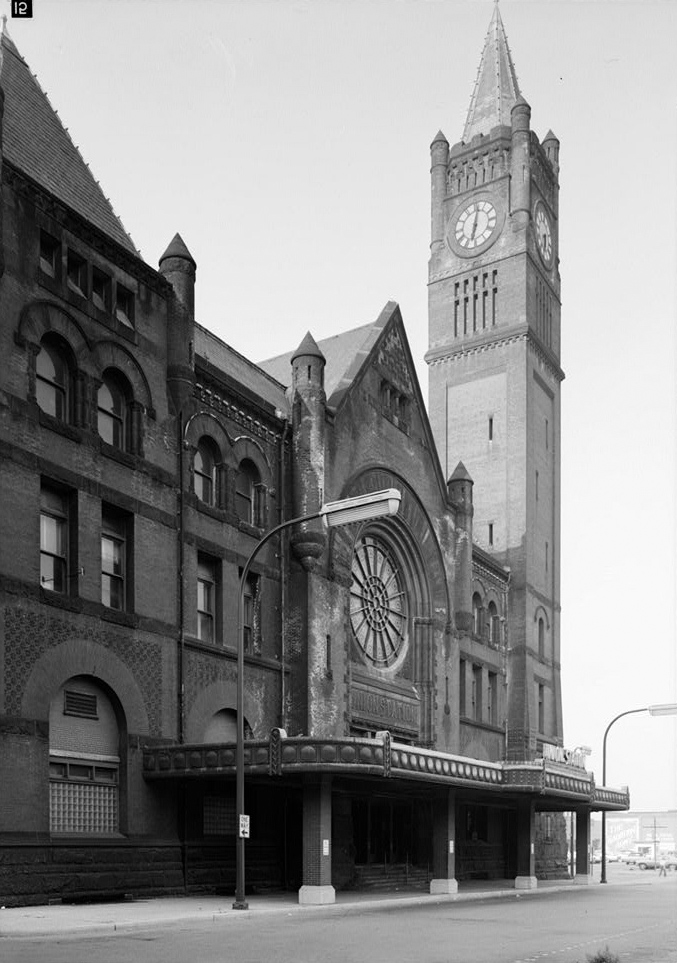
北正面, 1970年
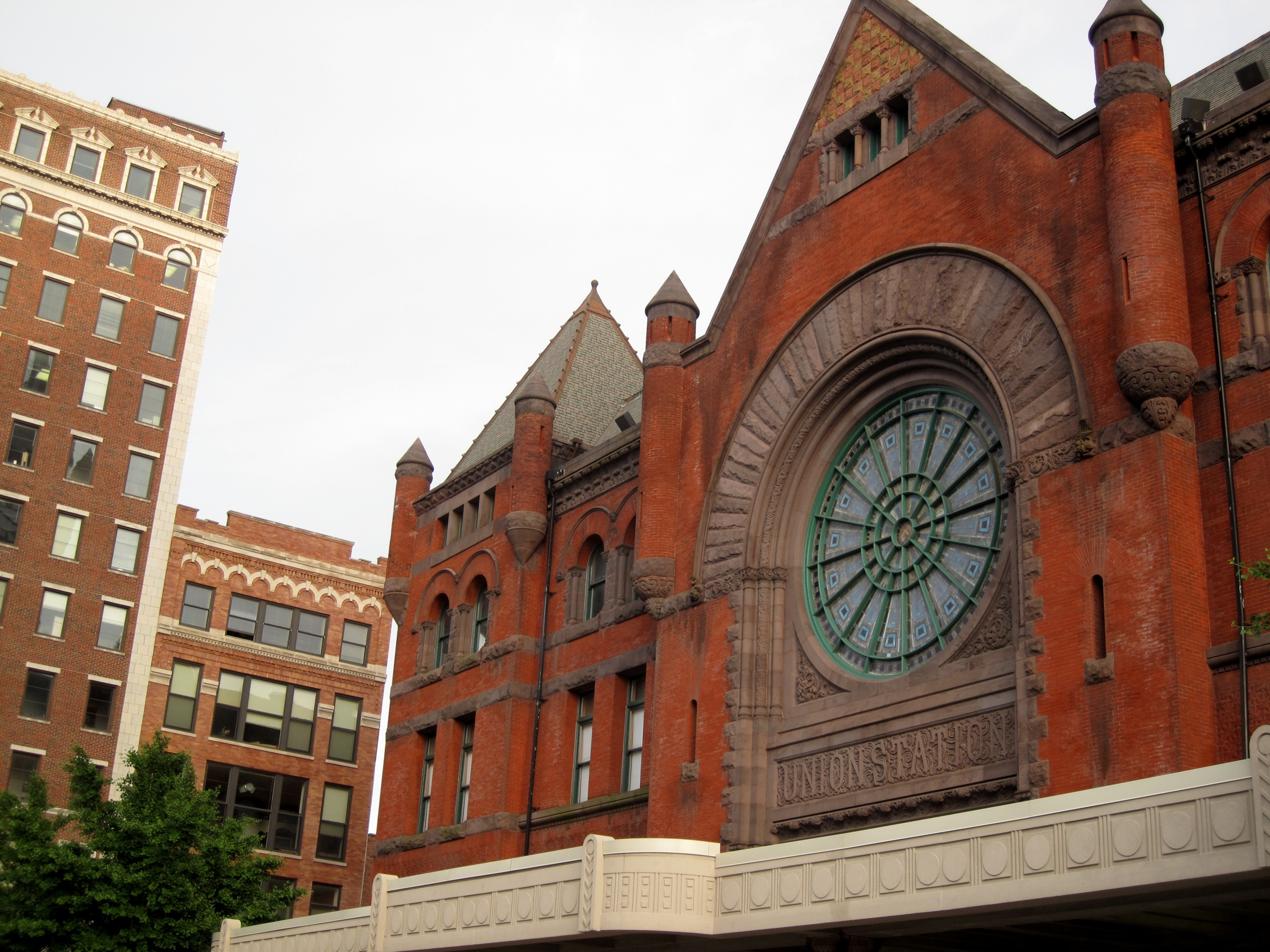
北正面, 2009年6月